# کوتک وسط
کوتک وسط، روستایی در دهستان کوتک بخش مرکزی شهرستان کهنوج در استان کرمان ایران است. این روستا، مرکز دهستان کوتک است.

## جمعیت
بر پایه سرشماری عمومی نفوس و مسکن در سال ۱۳۹۵، جمعیت این روستا برابر با ۱٬۰۴۱ نفر (۲۸۱ خانوار) بوده‌است.